# Raión de Bila Tserkva
Raión de Bila Tserkva (en ucraniano: Білоцерківський район) es un raión o distrito de Ucrania en el óblast de Kiev. La capital es la ciudad de Bila Tserkva.
Comprende una superficie de 6514,8 km².

## Demografía
Según estimación 2010 contaba con una población total de 56508 habitantes.

## Otros datos
El código KATOTTG es UA32020000000057002. El código postal 09130 y el prefijo telefónico +380 4463.